# Sorelle ministre della carità di San Vincenzo de' Paoli
Le Sorelle ministre della carità di San Vincenzo de' Paoli, dette di Trecate, sono un istituto religioso femminile di diritto pontificio: le suore di questa congregazione pospongono al loro nome la sigla S.M.D.C.

## Storia
La congregazione sorse per iniziativa del marchese Giovanni Battista Leonardi e dell'arciprete di Trecate Pietro Francesco De Luigi. Nel suo testamento del 25 gennaio 1733, redatto poco prima di morire, il marchese Leonardi lasciò la sua casa patrizia e una somma di denaro per l'erezione di una compagnia di sorelle della carità e l'arciprete De Luigi, a nome della comunità cittadina di Trecate, l'11 giugno 1733 ottenne dal cardinale Giberto Borromeo, vescovo di Novara, la prima approvazione canonica dell'istituto.
De Luigi redasse per la compagnia delle regole basate su quelle delle Figlie della carità di San Vincenzo de' Paoli e il 20 novembre 1734 presiedette la cerimonia di vestizione delle prime sette candidate.
Le sorelle aprirono una scuola gratuita per le fanciulle del paese, si dedicavano alla visita agli ammalati a domicilio e all'insegnamento del catechismo, poi istituirono un educandato presso la casa-madre.
La congregazione sopravvisse all'invasione francese e al periodo napoleonico, ma nel 1866 il governo sabaudo incamerò tutti i beni immobili dell'istituto e proibì alle suore di indossare l'abito e accettare nuove candidate alla vita religiosa: le sorelle della carità continuarono a vivere in clandestinità fino al 1895, quando poterono rientrare nella loro casa-madre.
Nel 1931 il vescovo Giuseppe Castelli diede delle nuove costituzioni all'istituto, che prese la denominazione di Sorelle ministre della carità di San Vincenzo de' Paoli.
La congregazione ricevette l'approvazione pontificia il 15 maggio 1956.

## Attività e diffusione
Le suore si dedicano all'educazione cristiana della gioventù e all'assistenza agli ammalati.
Oltre che in Italia, sono presenti in Ecuador, Filippine, India, Indonesia, Lituania e Perù; la sede generalizia è a Novara.
Alla fine del 2011 la congregazione contava 207 religiose in 33 case.